# 1541
- Wikisource

| Calendário gregoriano                                                        | 1541 MDXLI                                           |
| Ab urbe condita                                                              | 2294                                                 |
| Calendário arménio                                                           | 990 – 991                                            |
| Calendário bahá'í                                                            | -303 – -302                                          |
| Calendário budista                                                           | 2085                                                 |
| Calendário chinês                                                            | 4237 – 4238 Início a 27 de janeiro (aproximadamente) |
| Calendário copta                                                             | 1257 – 1258                                          |
| Calendário etíope                                                            | 1533 – 1534                                          |
| Calendários hindus - Vikram Samvat - Calendário nacional indiano - Cáli Iuga | 1596 – 1597 1462 – 1463 4641 – 4642                  |
| Calendário Holoceno                                                          | 11541                                                |
| Calendário islâmico                                                          | 948 – 949                                            |
| Calendário judaico                                                           | 5301 – 5302                                          |
| Calendário persa                                                             | 919 – 920                                            |
| Calendário rúnico                                                            | 1791                                                 |
| Calendário solar tailandês                                                   | 2084                                                 |

1541 (MDXLI, na numeração romana) foi um ano comum do século XVI do Calendário Juliano, da Era de Cristo, a sua letra dominical foi B (52 semanas), teve início a um sábado e terminou também a um sábado.
| Ano completo                   |
| ------------------------------ |
| Ano comum com início ao sábado |

## Eventos
- Conclusão da construção do Convento da Esperança, em Ponta Delgada, ilha de São Miguel, Açores.
- Chegada da imagem do Santo Cristo dos Milagres para o Convento da Esperança em Ponta Delgada.
- Estabelecimento do Registo Paroquial nos Açores.
- Calvino foi convidado a assumir a posição de chefe político e religioso da cidade de Genebra.

## Nascimentos
(m. 1612)
 (m. 1612)
- Janeiro

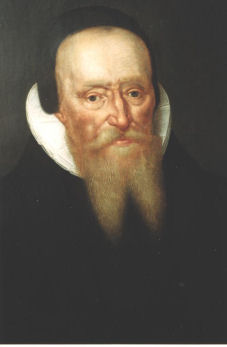
Menso Alting (1541-1612)

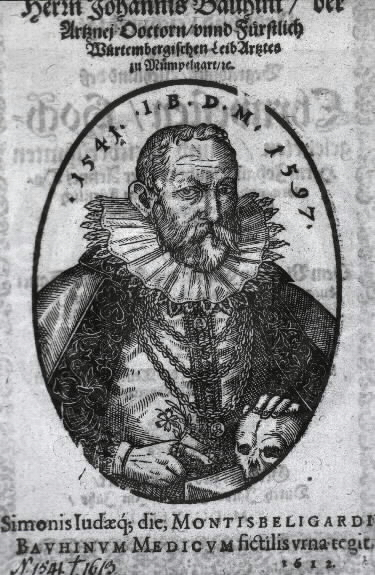
Jean Bauhin (1541-1612)

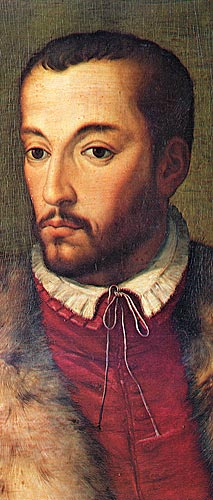
Francesco I. de' Medici, Duque de Florença
(1541-1587)

  - 26 de Janeiro - Florent Chrestien, filólogo clássico e poeta latino (m. 1596).
  - 27 de Janeiro - Maria, Condessa de Erbach, filha de Eberhard XIII, Conde de  Erbach (1475-1539) (m. 1606).
- Fevereiro
  - 12 de Fevereiro - Jean Bauhin, o Jovem, médico e botânico francês (m. 1613).
  - 13 de Fevereiro - Conrad Neusidler, compositor e tocador de alaúde alemão (m. 1604).
  - 21 de Fevereiro - Filipe V, Conde de Hanau-Lichtenberg,  (m. 1599).
- Março
  - 05 de Março - Reinhard Hamer, chanceler e jurista alemão (m. 1623).
  - 25 de Março - Francesco de’ Medici, Grão-Duque de Toscana, filho de Cosimo I de' Medici (m. 1587).
- Abril
  - 08 de Abril - Michele Mercati, médico e botânico italiano (m. 1593).
  - 13 de Abril - Elisabeth, Condessa de Schwarzburg-Blankenburg,  (m. 1612).
  - 22 de Abril - Filipe II, o Jovem, primeiro Landgrave de Hesse-Rheinfels, filho de Filipe I, O Magnânimo (1504-1567) (m. 1583).
  - 25 de Abril - Zacharias Schilter, teólogo luterano alemão (m. 1604).
- Maio
  - 15 de Maio - Reinerus Reineccius, Reinhard Reyneke, historiógrafo alemão (m. 1595).
- Junho
  - 17 de Junho - Sofia, Princesa de Braunschweig-Luneburg, filha de Ernst I, Duque de Braunschweig-Lüneburg (1497-1547) (m. 1631).
  - 22 de Junho - Jacob Griebe, Burgomestre de Leipzig (m. 1601).
- Julho
  - 15 de Julho - Daniel Tossanus, O Velho, Daniel Toussaint, teólogo e reformador (m. 1602).
  - 24 de Julho - Ursula de Habsburgo, Arquiduquesa da Áustria, filha de Fernando I, Sacro Imperador Romano-Germânico (m. 1543).
- Agosto
  - 09 de Agosto - Guy Lefèvre de la Boderie, erudito bíblico, poeta e orientalista francês (m. 1598).
  - 18 de Agosto - Margarete von Anhalt-Zerbst, filha de Johann VII, Príncipe de Anhalt-Zerbst (1504-1551) (m. 1547).
- Setembro
  - 05 de Setembro - Roberto de' Nobili, cardeal italiano, filho de Vincenzo de' Nobili, Conde de Civitella (m. 1559).
  - 07 de Setembro - Hernando de Cabezón, organista e compositor espanhol (m. 1602).
  - 08 de Setembro - Luigi Groto, dramaturgo italiano (m. 1585).
  - 21 de Setembro - Ana, Condessa de Nassau-Dillenburg, filha de Guilherme, O Rico, Conde de Nassau-Dillenburg (1487-1559) (m. 1616).
  - 28 de Setembro - Filippo Guastavillani, cardeal italiano (m. 1587).
- Outubro
  - 05 de Outubro - Johannes von Kostitz, reitor alemão (m. 1611).
  - 06 de Outubro - Hermann Ludwig, Conde Palatino do Reno, filho de Frederico III, Eleitor Palatino (1515-1576) (m. 1556).
  - 06 de Outubro - Paolo Spada, mercador italiano (m. 1631).
  - 21 de Outubro - Domenico Pinelli, bispo e cardeal italiano (m. 1611).
- Novembro
  - 01 de Novembro - Hernando de Lerma, conquistador espanhol (m. ?).
  - 09 de Novembro - Menso Alting, teólogo, pregador e reformador holandês.
  - 25 de Novembro - Michele Bonelli, cardeal italiano (m. 1598).
- Dezembro
  - 12 de Dezembro - Johann Bauhin, Jean Bauhin, médico e naturalista suíço.
  - 14 de Dezembro - Sofia de Brandemburgo, filha de Joaquim II Heitor (1505-1571). (m. 1564).
  - 19 de Dezembro - Thomas Rehdiger, colecionador e patrono das artes (m. 1576).

Datas Incompletas
- - Hattori Hanzo, que viria a ser considerado o maior ninja da história do Japão Feudal (m. 1596).
  - Saul Wahl, monarca lendário da Polônia, conhecido por ter reinado apenas uma noite. (m. 1617).
  - Aziz Mahmud Hüdayi, santo sufista, natural da Anatólia, atual Turquia (m. 1628).
  - João Gonçalves da Câmara, quinto capitão do donatário do Funchal; em Lisboa.

## Mortes
- Janeiro
  - 01 de Janeiro - Melchior Díaz, explorador, capitão e guerreiro espanhol no México (n. 1500).
  - 05 de Janeiro - Philipp von der Pfalz, príncipe palatino e bispo de Frisinga (n. 1480).
  - 06 de Janeiro - Bernaert van Orley, pintor religioso e tapeceiro belga (n. 1488).
  - 14 de Janeiro - Lupus Hellinck, cantor e compositor flamengo (n. 1496).
  - 17 de Janeiro - Giovanni Spataro, compositor, maestro de coral e teórico musical italiano (n. 1458).
  - 22 de Janeiro - Georg von Breitenbach , teólogo e jurista alemão (n. 1480).
  - 23 de Janeiro - Gottschalk von Ahlefeldt, Bispo católico da Silésia (n. 1475).
- Março
  - 09 de Março - Michael von Kaden, O Velho, jurista alemão (n. ?).
  - 12 de Março - Bernhard Zoubek von Zdětín, Bispo de Olmütz (n. ?).
  - 13 de Março - François de Clermont-Ludève, nome completo F. Guillaume de Castelnau de C.-L., cardeal, diplomata e Arcebispo de Narbona, França (n. 1480).
  - 18 de Março - Henricus Ubbius, jurista, chanceler e erudito alemão (n. 1495).
  - 20 de Março - Richard Beverley of Sowerby , mártir inglês (n. ?).
  - 21 de Março - Nikolaus Decius, compositor e hinógrafo alemão (n. 1480).
  - 24 de Março - Wouterus van Stoelwijck, teólogo, literato e mártir holandês (n. 1500).
  - 25 de Março - Paul Lindenau, teólogo luterano alemão (n. 1489).
- Abril
  - 08 de Abril - Fernando de Rojas, escritor espanhol (n. 1465).
  - 13 de Abril - Joos van Cleve, O Velho, Joost van Beke, pintor retratista e religioso flamengo (n. 1485).
  - 28 de Abril - Arnold Birckmann, O Velho, livreiro alemão (n. ?).
  - 29 de Abril - Johannes Gramann, Johann Poliander, reformador prussiano (n. 1487).
- Maio
  - 21 de Maio - Henry Wemyss, Bispo de Galloway, Irlanda (n. ?).
  - 21 de Maio - Johann Fabri (Bispo), Johannes Faber, humanista e Bispo de Viena (n. 1478).
  - 23 de Maio - Urban Rieger, humanista e teólogo luterano alemão (n. 1489).
  - 27 de Maio - Margaret Pole, 8.ª Condessa de Salisbury, foi decapitada por ordem de Henrique VIII (n. 1473).
- Junho
  - 01 de Junho - Herculano de Piegaro, pregador franciscano e santo italiano (n. ?).
  - 17 de Junho - Sofia, Duquesa de Mecklenburg-Schwerin, filha de Heinrich V. von Mecklenburg (1479-1510) (n. 1508).
  - 26 de Junho - Francisco Pizarro, conquistador espanhol do Peru (n. 1471).
- Julho
  - 03 de Julho - Antonio Rincon, diplomata espanhol a serviço da França (n. ).
  - 03 de Julho - Cesare Fregoso, diplomata e condottiero italiano (n. 1500).
  - 04 de Julho - Pedro de Alvarado, conquistador e explorador espanhol (n. 1485).
  - 06 de Julho - Girolamo Ghinucci, cardeal e diplomata italiano e também Bispo de Worcester, Inglaterra (n. 1480).
  - 22 de Julho - Federigo Fregoso, general, prelado e cardeal italiano (n. 1480).
  - 22 de Julho - Gregorio Amaseo, humanista italiano (n. 1464).
  - 28 de Julho - Leonard Grey, 1º Visconde Grane, Lord Deputado da Irlanda (n. 1479).
- Agosto
  - 01 de Agosto - Simon Grynaeus, teólogo, reformador e humanista suíço (n. 1493).
  - 11 de Agosto - Johann Wenth, teólogo luterano e Bispo de Ripen (n. 1495).
  - 18 de Agosto - Henrique IV, O Pio, Duque da Saxônia (n. 1473).
  - 21 de Agosto - Vincenzo Capello, capitão-geral da Marinha da República de Veneza (n. 1469).
  - 24 de Agosto - Santes Pagnino, Xanthus Pagninus, filólogo e tradutor da Bíblia italiano (n. 1470).
  - 25 de Agosto - Paul Ziegler, teólogo luterano suíço e Bispo de Chur (n. 1471).
  - 28 de Agosto - Gianvincenzo Carafa, cardeal italiano e Arcebispo de Nápolis (n. 1477).
  - 29 de Agosto - Jean Codure, jesuíta francês (n. 1508).
- Setembro
  - 02 de Setembro - Gül Baba, filósofo turco que participou do assédio de Buda (n. ?).
  - 12 de Setembro - Peter  Breuer, gravador e entalhador alemão (n. 1472).
  - 17 de Setembro - Celio Calcagnini, também conhecido como Caelius Calcagninus, humanista e erudito italiano (n. 1479).
  - 22 de Setembro - Lucas Rem, comerciante alemão (n. 1481).
  - 24 de Setembro - Paracelsus, Theophrastus von Hohenheim, teólogo, naturalista, alquimista e médico suíço Paracelsus (1493-1541) (n. 1493).
- Outubro

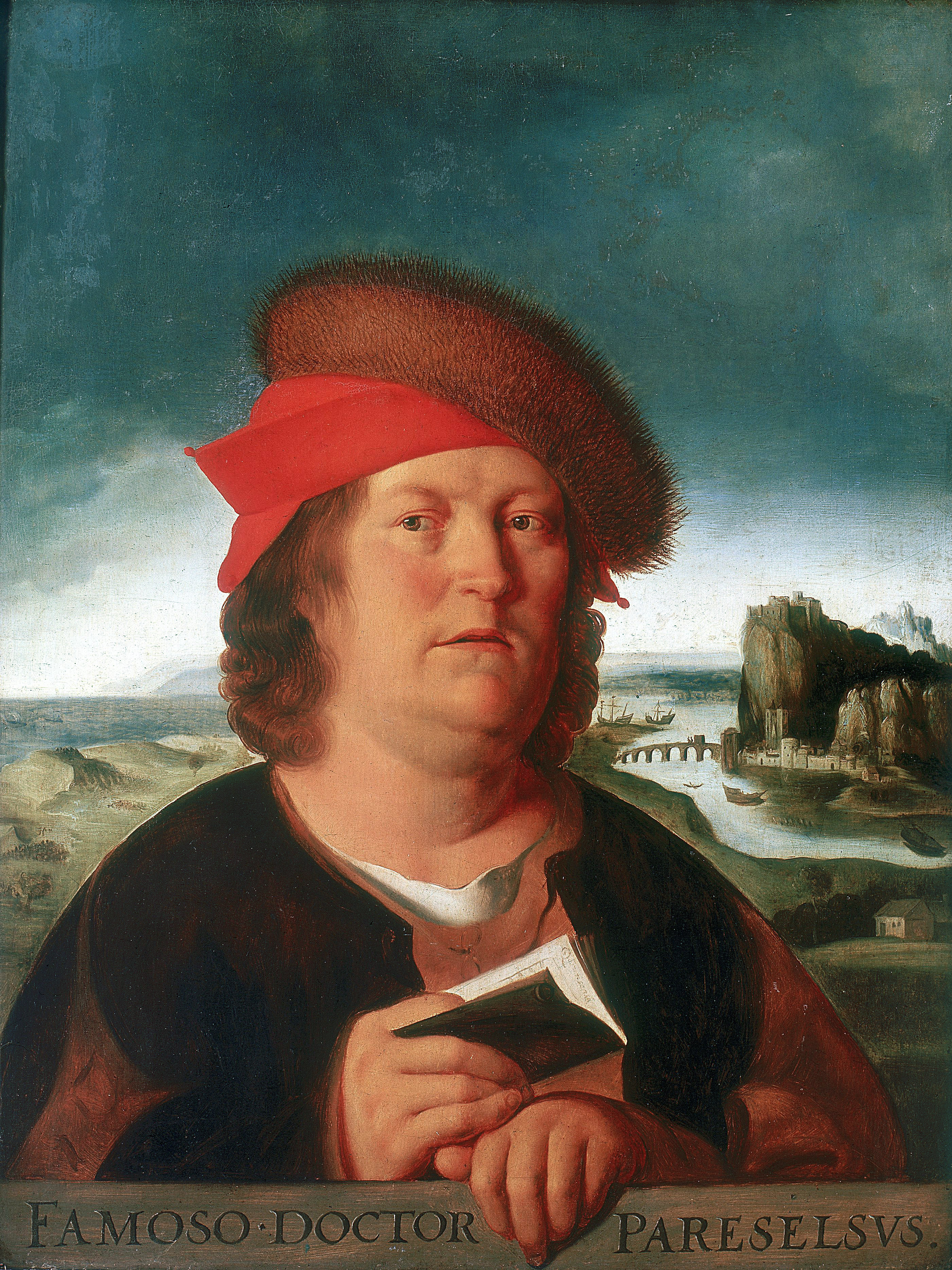
Paracelsus (1493-1541)

  - 13 de Outubro - István Werbőczy, jurista e chefe de estado húngaro (n. 1465).
  - 13 de Outubro - Pedro Gómez Sarmiento de Villandrando, bispo e cardeal espanhol (n. 1478).
  - 15 de Outubro - Werner Schodoler, historiador suíço (n. 1490).
  - 16 de Outubro - Giovanni Battista de Tassis, mensageiro papal em Roma (n. 1470).
  - 18 de Outubro - Margaret Tudor, Princesa da Inglaterra, filha de Henrique VII da Inglaterra (n. 1489).
  - 27 de Outubro - Anna, Princesa de Glogau & Sagan, esposa de Carlos I, Duque da Silésia-Münsterberg-Oels (1476-1536) (n. 1479).
- Novembro
  - 04 de Novembro - Wolfgang Capito, teólogo luterano e reformador alemão Wolfgang Capito (1478-1541) (n. 1478).

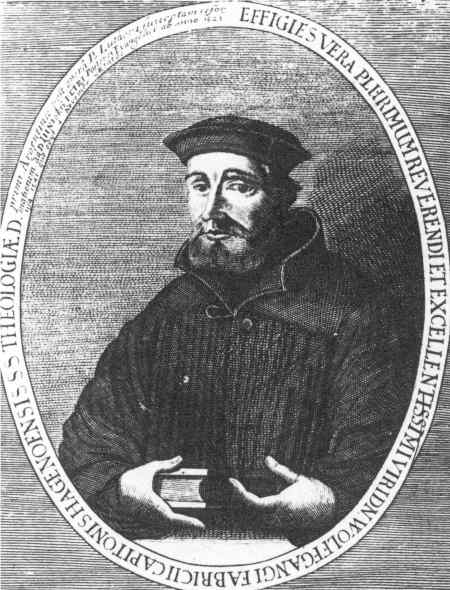
Wolfgang Capito (1478-1541)

  - 09 de Novembro - Caspar Adelmann von Adelmannsfelden, cânone e humanista alemão (n. 1464).
  - 11 de Novembro - Vincente de Valverde, bispo dominicano de Cuzco, no Peru (n. 1498).
  - 15 de Novembro - Margaretha Blarer von Giersberg, religiosa alemã e irmã de Ambrosius Blarer (1492-1564) (n. 1494).
- Dezembro
  - 07 de Dezembro - Karel Egmond, conde Egmond e filho de Jan II, Conde Egmond (1499-1528) (n. 1520).
  - 10 de Dezembro - Thomas Culpepper, amante de Catarine Howard, quinta esposa de Henrique VIII (n. 1514).
  - 11 de Dezembro - Antonius Broickwy, Brakwy van Coninksteyn, frade franciscano e pregador (n. 1470).
  - 11 de Dezembro - Predbjørn Podebusk, aristocrata dinamarquês (n. 1460).
  - 15 de Dezembro - Jeanne van der Gheynst, esposa de Carlos V (n. 1500).
  - 24 de Dezembro - Andreas von Bodenstein, Andreas Carlostádio, teólogo e reformador alemão Andreas Carlostádio (1480-1541) (n. 1480).

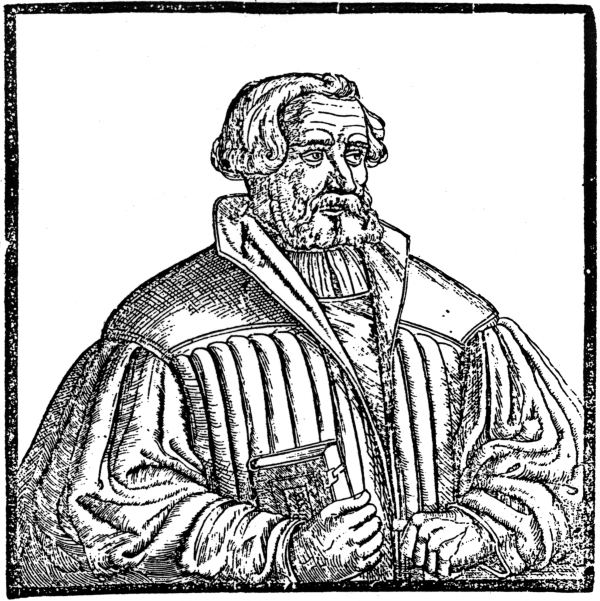
Andreas Carlostádio (1480-1541)

  - 24 de Dezembro - Damián Forment, escultor e pintor espanhol (n. 1480).
  - 28 de Dezembro - Marie, Condessa de Württemberg, filha de Heinrich, Duque de Württemberg (1448-1519) (n. 1496).

Datas Incompletas
- - Falecimento de Gil de Carvalho em Santa Cruz (Madeira).